# Sebastian Kling
Sebastian Kling (* 21. Dezember 1984) ist ein ehemaliger deutscher Basketballspieler.

## Laufbahn
Kling spielte bei der BSG Ludwigsburg, 2002 erhielt er Aufnahme in die Mannschaft des Bundesliga-Aufsteigers EnBW Ludwigsburg. Bis 2004 kam der 1,92 Meter große Aufbauspieler in sieben Bundesliga-Partien zum Einsatz. Während der Saison 2004/05 wechselte Kling zum FC Bayern München (damals in der 2. Basketball-Bundesliga), ab der Saison 2005/06 war er Spieler der Crailsheim Merlins und damit eines weiteren Zweitligisten.
2007 ging Kling, der neben dem Basketball Betriebswirtschaftslehre studierte, nach Örebro in Schweden, um dort ein Auslandssemester einzulegen. Er spielte in dieser Zeit für Örebro BK. Hernach spielte er beim TuS Lichterfelde, während er als Praktikant bei Alba Berlin tätig war. Kling kehrte zur Saison 2008/09 nach Crailsheim zurück und stieg 2009 mit der Mannschaft in die mittlerweile eingerichtete zweitklassige 2. Bundesliga ProA auf. Wegen einer Knieverletzung verpasste er weite Teile des Spieljahres 2009/10. Aus dem Profibereich zog er sich 2012 zurück und nahm in Heidelberg ein Studium im Fach Sportmanagement mit Ziel Master-Abschluss auf. Basketball spielte Kling bis 2016 noch bei der BG Remseck in der 2. Regionalliga.
2014 lag ihm das Angebot vor, in der Geschäftsstelle der Crailsheim Merlins beruflich tätig zu werden, welches er ausschlug. Kling wurde stattdessen Mitarbeiter des Württembergischem Landessportbunds und dort für den Bereich Liegenschaften zuständig.